# MVV in het seizoen 1972/73
Het seizoen 1972/1973 was het 19e jaar in het bestaan van de Maastrichtse betaaldvoetbalclub MVV. De club kwam uit in de Eredivisie en eindigde daarin op de zevende plaats. Tevens deed de club mee aan het toernooi om de KNVB Beker, hierin werd in de e ronde verloren van Sparta (1–3).

## Wedstrijdstatistieken

### Eredivisie
|       | Ajax  | FC Amsterdam | AZ '67 | FC Den Bosch '67 | Excelsior | Feyenoord | Go Ahead Eagles | FC Groningen | FC Den Haag-ADO | Haarlem | NAC   | N.E.C. | PSV   | Sparta | Telstar | FC Twente '65 | FC Utrecht |
| ----- | ----- | ------------ | ------ | ---------------- | --------- | --------- | --------------- | ------------ | --------------- | ------- | ----- | ------ | ----- | ------ | ------- | ------------- | ---------- |
| Thuis | 1 – 0 | 0 – 3        | 1 – 0  | 1 – 1            | 3 – 0     | 1 – 2     | 1 – 1           | 3 – 0        | 4 – 1           | 2 – 0   | 3 – 0 | 2 – 0  | 0 – 1 | 3 – 2  | 4 – 0   | 1 – 0         | 2 – 0      |
| Uit   | 4 – 0 | 2 – 0        | 2 – 1  | 1 – 0            | 0 – 0     | 2 – 1     | 2 – 2           | 1 – 4        | 1 – 1           | 3 – 2   | 1 – 1 | 0 – 0  | 1 – 3 | 4 – 0  | 2 – 1   | 0 – 0         | 1 – 1      |

### KNVB beker
| 2e ronde                                       | Sparta                                                | 3 – 1 (3 – 1) | MVV                 |
| 10 december 1972 Plaats: Rotterdam Het Kasteel | Hans Eijkenbroek 1' Henk Bosveld 4' Nol Heijerman 19' |               | 35' Jan den Rooijen |

## Statistieken MVV 1972/1973

### Eindstand MVV in de Nederlandse Eredivisie 1972 / 1973
| Stand | Gespeeld | Gewonnen | Gelijk | Verloren | Punten | Doelpunten voor | Doelpunten tegen |
| ----- | -------- | -------- | ------ | -------- | ------ | --------------- | ---------------- |
| 7e    | 34       | 14       | 9      | 11       | 37     | 49              | 38               |

### Topscorers
| #      | Naam            | Goal |
| ------ | --------------- | ---- |
| 1.     | Willy Brokamp   | 18   |
| 2.     | Bennie Redel    | 13   |
| 3.     | Jo Bonfrère     | 11   |
| 4.     | Piet Maas       | 3    |
| 5.     | Jean Colombain  | 1    |
| 5.     | Gerard Hoenen   | 1    |
| 5.     | Leo Kerstges    | 1    |
| 5.     | Jan den Rooijen | 1    |
| Totaal | Totaal          | 49   |

| #      | Naam            | Goal |
| ------ | --------------- | ---- |
| 1.     | Jan den Rooijen | 1    |
| Totaal | Totaal          | 1    |

## Voetnoten
Ajax ·
FC Amsterdam ·
AZ '67 ·
FC Den Bosch '67 ·
Excelsior ·
Feyenoord ·
Go Ahead Eagles ·
FC Groningen ·
FC Den Haag-ADO ·
Haarlem ·
MVV ·
NAC ·
N.E.C. ·
PSV ·
Sparta ·
Telstar ·
FC Twente '65 ·
FC Utrecht